# Yanomami

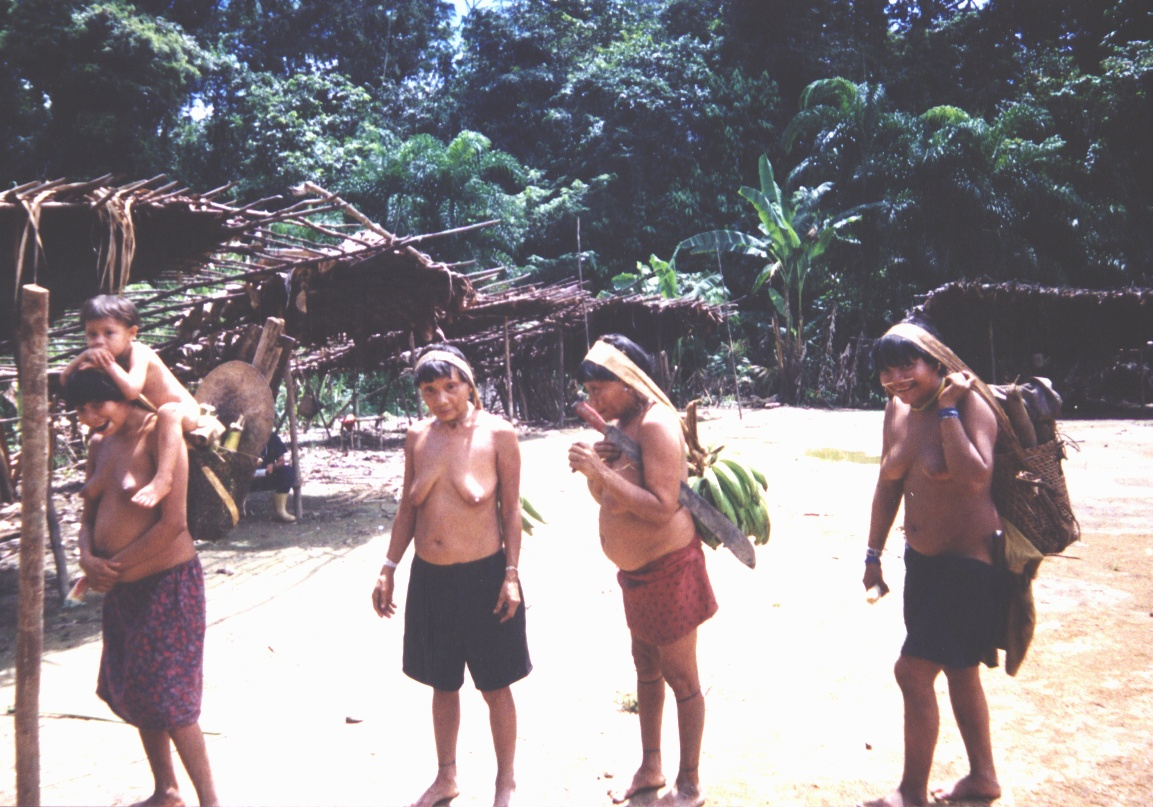
Bộ tộc Yanomami

Bộ tộc Yanomami là một nhóm sắc tộc người da đỏ bản địa ở vùng rừng rậm Amazon nằm ở biên giới giữa Venezuela và Brasil với dân số chừng 20.000 người và tổ chức sống vào khoảng 200–250 ngôi làng và tạo thành nhóm bộ lạc lớn nhất trong rừng Amazon, họ sống tương đối biệt lập. Bộ tộc này có tập tục kỳ lạ là khi có người trong bộ tộc chết thì họ sẽ đem tro cốt người chết ra chế biến thành thức ăn. Tro cốt được chế biến hoặc làm gia vị cho nhiều món, trong đó có món chính là súp chuối.

## Tổng quan

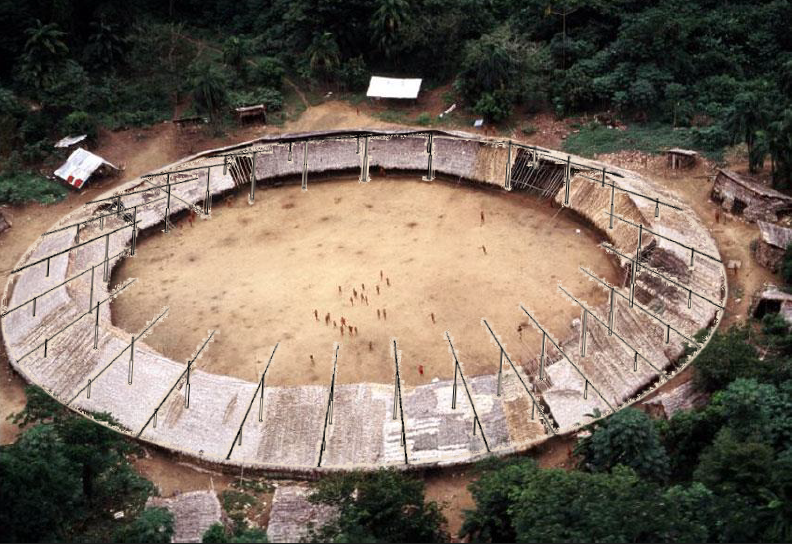
Shabono những túp lều của bộ tộc này

Bộ lạc Yanomami được phát hiện vào năm 1929 trong rừng Amazon, thuộc đất nước Brasil. Bộ lạc này được nhìn thấy lần gần đây nhất tại bang Roraima năm 1985. Người Yanomami đã nhiều năm chịu sự áp bức của những người đào vàng. Bạo lực và bệnh dịch do người văn minh gây ra đã khiến dân số của họ giảm đi 20% chỉ trong 7 năm.
Kể từ khi phát hiện, cho đến lúc này, bộ tộc Yanomani vẫn sống hoang dã như hàng ngàn, hàng vạn năm trước. Bộ lạc này không muốn liên hệ với thế giới bên ngoài, không muốn thay đổi những phong tục văn hóa, thói quen sống từ thuở sơ khai. Họ sống trong những túp lều lợp lá, dựng theo hình tròn và nằm sâu trong rừng.
Người Yanomami không biết chăn nuôi, trồng trọt. Họ sống phụ thuộc hoàn toàn vào thiên nhiên theo kiểu săn bắt và hái lượm. Đàn ông săn bắn, đàn bà hái lượm để kiếm sống. Cuộc sống phụ thuộc vào thiên nhiên khiến dân số bộ lạc này ngày một ít đi, do môi trường sống của họ bị thu hẹp.

## Tập tục
Bộ lạc này có tục ăn, uống tro cốt của người chết. Bộ lạc này tin rằng có sự tồn tại của thế giới linh hồn. Khi người trong bộ lạc chết đi, họ tìm cách giữ linh hồn người đó ở lại. Không còn cách nào khác, là khiến thân xác người chết được hòa với thân xác người sống cho nên khi người trong bộ lạc chết đi, dân làng sẽ tiến hành đốt xác và ăn tro cốt.
Chỉ những người có uy tín trong bộ lạc và là đàn ông mới được thực hiện nghi thức này. Họ tắm rửa sạch sẽ, lau sạch mọi vật dụng, kể cả con dao và cung tên đeo bên hông cũng được mài rửa sạch tinh. Chế biến tro người chết thành nhiều món ăn. Tro cốt người chết được hòa lẫn với món súp chuối. Xác chết được đặt lên một giàn củi. Người có uy tín trong bộ lạc sẽ châm lửa.
Trong thời gian đốt xác, những người đàn ông sẽ ở bên đống lửa trông coi suốt ngày đêm. Họ liên tục mồi thêm củi khô để xác chết được tan rã nhanh chóng. Khi thịt xương người chết đã thành than, thì những người đàn ông này sẽ cho vào cối và giã nhuyễn thành bột. Thứ bột của xác chết này được đựng trong những quả bầu khô và được cất giữ ở một nơi trang trọng trong nhà.
Khoảng một năm sau, người Yanomami sẽ đem tro cốt người chết ra chế biến thành thức ăn. Tro cốt được chế biến hoặc làm gia vị cho nhiều món, trong đó có món súp chuối. Ngoài ra, những người đàn ông cũng nhét tro cốt vào ống tre, rồi một người thổi, một người hít thật sâu vào trong mũi. Trong ngày lễ tưởng nhớ này, cả bộ lạc cùng thưởng thức các món ăn từ xương cốt người chết. Từ trẻ đến già, từ đàn ông đến đàn bà đều ăn đến hết. Khi ăn những món này, họ tin rằng linh hồn người chết sẽ luôn ở bên cạnh họ.